# Kabupaten Bangka Tengah
Kabupaten Bangka Tengah (engelska: Central Bangka Regency) är ett kabupaten i Indonesien.   Det ligger i provinsen Bangka-Belitung, i den västra delen av landet, 400 km norr om huvudstaden Jakarta. Antalet invånare är 172 554. Kabupaten Bangka Tengah ligger på ön Pulau Bangka.